# حمام الشط
حمام الشط، مدينة تونسية في الضاحية الجنوبية لتونس العاصمة تقع على بعد 25 كيلومترا من وسط المدينة. وتنتمي إلى ولاية بن عروس.
و قد نفذت فيها، إسرائيل عملية إرهابية أطلق عليها اسم عملية الساق الخشبية حيث قصفها الطيران الإسرائيلي في 1 أكتوبر 1985 بهدف ضرب مقر منظمة التحرير الفلسطينية والحصيلة 68 قتيلاً أغلبهم مدنيون ومئات الإصابات التونسية والفلسطينية.
و كان الزعيم ياسر عرفات هو المستهدف الرئيسي في القصف مع عدد من قيادات منظمة التحرير وحركة فتح.